# Michael Rother
Michael Rother (Hamburgo, Alemania; 2 de septiembre de 1950) es un músico multiinstrumentista alemán y compositor de rock experimental. Es conocido por haber formado parte de algunas de las bandas más importantes de la escena krautrock, como Kraftwerk, Neu! y Harmonia, además de tener una carrera solista.

## Kraftwerk, Neu! y Harmonia
Rother comenzó tocando la guitarra en el grupo Spirits Of Sound en la segunda mitad de los años 60. A principios de los años 70 se unió a Kraftwerk, grupo que abandonaría junto a Klaus Dinger (tras varias presentaciones en vivo) por diferencias con Florian Schneider. Inmediatamente, Rother y Dinger formaron Neu! y junto al productor Conny Plank grabaron Neu!, que fue lanzado en 1972. Tras el siguiente álbum del grupo (Neu! 2), el dúo se separaría temporalmente y Rother comenzaría a trabajar con Dieter Moebius y Hans-Joachim Roedelius (integrantes de Cluster, con quienes formó Harmonia. Este grupo editaría dos álbumes (Musik Von Harmonia y De Luxe, editados en 1974 y 1975 respectivamente) y grabaría otro más con Brian Eno (Tracks and Traces, que recién vio la luz en 1997 y fue editado con Harmonia 76 como nombre del proyecto). Neu! lanzó otro álbum en 1975 titulado Neu! 75, tras el cual el dúo se separó, aunque se volvería a juntar a mediados de los años 80. Esta reunión no fue exitosa y su producto, Neu! 4 salió casi diez años después y sin el permiso de Rother. Rother y Dinger tenían personalidades y visiones diferentes, lo que contribuyó a sus conflictos (Rother tenía una tendencia más melódica y cercana al ambient que Dinger, que era más confrontacional, lo que se notaba en su música).
David Bowie fue muy influido por Neu! y admiraba la forma de tocar la guitarra de Rother, por lo que intentó que participara en su "Trilogía de Berlín" (Low, Heroes y Lodger). Sin embargo, esta colaboración no se produjo. En una entrevista, Rother dijo que en una ocasión leyó en una revista una nota con Bowie en la que este sostuvo que Rother había declinado su propuesta de trabajar con él en sus discos, lo cual según Rother es mentira. Según Rother, es posible que o los representantes o la compañía discográfica de Bowie se hayan opuesto a que Rother trabajara con Bowie debido a su tendencia experimental, y que temieran que esto influyera la dirección de Bowie (que estaba vendiendo menos discos).

## Carrera solista y colaboraciones en vivo

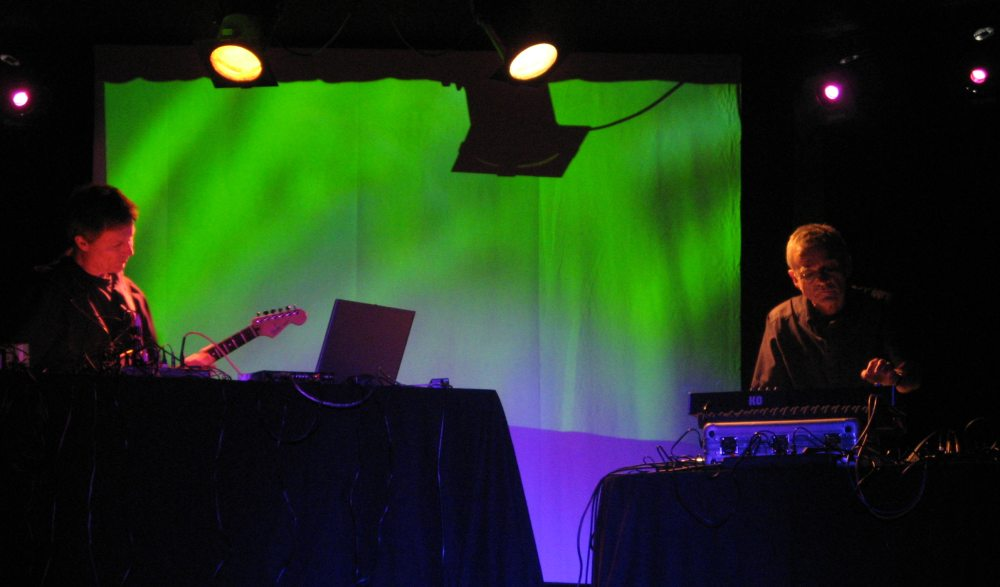
Rother y Dieter Moebius en vivo en el año 2007.

Desde fines de los años 70 Rother sacó una serie de álbumes solistas (en algunos con la presencia del baterista de Can Jaki Liebezeit y con Conny Plank como productor). El primero de ellos fue Flammende Herzen, de 1977. Los directores de cine Walter Bockmayer and Rolf Buehrmann hicieron una película con la música de ese álbum, la cual ganó un premio en el festival Berlinale. Rother produjo y tocó todos los instrumentos de su quinto álbum de estudio, Lust. Desde 1998 Rother ha salido frecuentemente de gira, en muchas ocasiones junto a Dieter Moebius.
En 2003 y en 2007 Rother tocó en un recital en Hamburgo junto a los Red Hot Chili Peppers (cuyo guitarrista John Frusciante admitió haber sido inspirado por Rother en sus trabajos solistas), con la presencia de Omar Rodríguez-López (de The Mars Volta) en el primero de ellos. En el año 2004 volvería a tocar junto a Frusciante y a Josh Klinghoffer en una serie de recitales en Estados Unidos. En ese mismo año tocó en dos recitales en Hamburgo de Secret Machines.

## Discografía

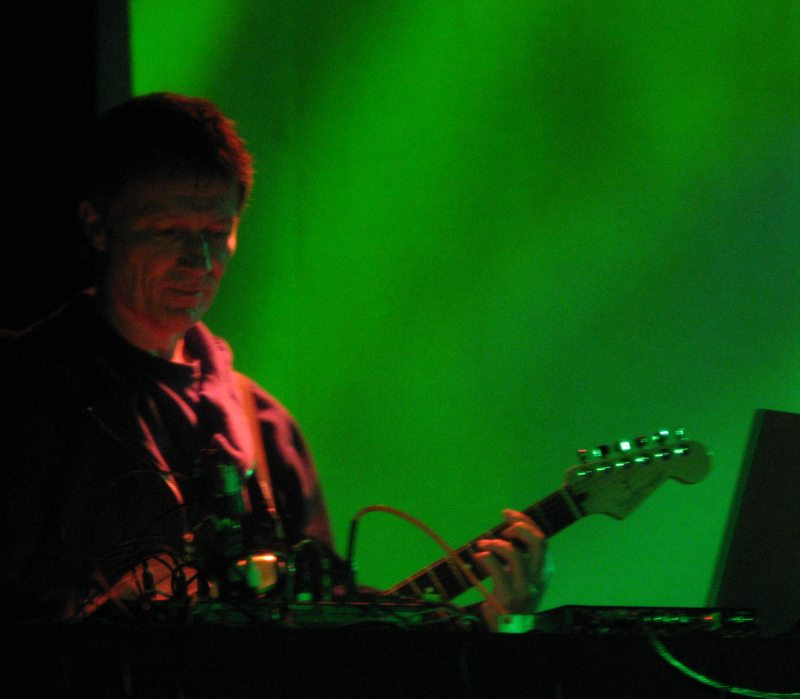
Rother en una presentación en vivo de 2007 junto a Dieter Moebius.

### ConNeu!
- Neu! (1972)
- Neu! 2 (1973)
- Neu! '75 (1975)
- Neu! 4 (1995)
- '72 Live! in Düsseldorf (1996)

### ConHarmonia
- Musik Von Harmonia (1974)
- De Luxe (1975)
- Tracks And Traces (1997)

### Como solista
- Flammende Herzen (1977)
- Sterntaler (1978)
- Katzenmusik (1979)
- Fernwaerme (1982)
- Lust (1983)
- Suessherz und Tiefenschaerfe (1985)
- Traumreisen (1987)
- Radio: Musik von Michael Rother (1993) (compilado)
- Esperanza (1996)
- Chronicles 1 (1998)
- Remember (The Great Adventure) (2004)